# Élections constituantes de 1945 dans les Pyrénées-Orientales
Les élections constituantes françaises de 1945 se déroulent le 21 octobre.

## Mode de scrutin
Les députés sont élus selon le système de représentation proportionnelle suivant la règle de la plus forte moyenne dans le département, sans panachage ni vote préférentiel. Il y a 586 sièges à pourvoir.
Dans le département des Pyrénées-Orientales, trois députés sont à élire.

## Élus
Les trois députés élus sont : 
| Identité        | Parti | Parti   |
| --------------- | ----- | ------- |
| Léo Figuères    |       | PCF     |
| Louis Noguères  |       | SFIO    |
| François Delcos |       | Rad-Soc |

## Résultats

### Résultats à l'échelle du département
| Parti          | Parti                                            | Tête de liste   | Résultats | Résultats | Sièges | Sièges |
| Parti          | Parti                                            | Tête de liste   | Voix      | %         |        |        |
| -------------- | ------------------------------------------------ | --------------- | --------- | --------- | ------ | ------ |
|                | Parti communiste français                        | Léo Figuères    | 42 612    | 39,97     | 1      |        |
|                | Section française de l'Internationale ouvrière   | Louis Noguères  | 40 771    | 38,24     | 1      |        |
|                | Parti républicain, radical et radical-socialiste | François Delcos | 23 229    | 21,79     | 1      |        |
|                |                                                  |                 |           |           |        |        |
| Inscrits       | Inscrits                                         | Inscrits        | 138 528   |           | 3      |        |
| Votants        | Votants                                          | Votants         | 108 474   | 78,31     |        |        |
| Blancs et nuls | Blancs et nuls                                   | Blancs et nuls  | 1 860     | 1,71      |        |        |
| Exprimés       | Exprimés                                         | Exprimés        | 106 614   | 98,29     |        |        |